# Peugeot 404 pick-up
La Peugeot 404 Pick-up est un véhicule utilitaire du constructeur automobile français Peugeot, produit à partir du début d'année 1967. Il est directement dérivé de la berline 404 et vient remplacer le Pick-up 403 né en octobre 1956. Peugeot a commercialisé deux variantes de cet utilitaire : le 404 pick-up bâché et le 404 châssis nu à faire carrosser.

## Histoire
La gamme 404 comprenait la berline, cabriolet, coupé, break, et le pick-up, aussi appelé en France camionnette bâchée.
La Peugeot 403 camionnette poursuit sa carrière commerciale jusqu'en 1967 et tout naturellement cède sa place, en juillet 1967, à la 404 camionnette bâchée. On nomme aussi celle-ci 404 U8. Cette première série, disponible avec un moteur essence ou diesel, offre une charge utile assez faible de 850 kg. Le modèle est rapidement secondé par la version 404 U10, disponible également en essence ou diesel, avec une charge utile de 950 kg. Sans véritable concurrence sur le marché français, la 404 camionnette bâchée va rapidement s’imposer. Ces versions de la Peugeot 404 acquièrent rapidement une solide réputation de robustesse et feront les beaux jours des artisans et agriculteurs. La 404 pick-up est devenue emblématique avant d'être remplacée dans les années 1980 par la 504 en version pick-up, qui ne connaîtra cependant pas le même succès. Elle a été très recherchée en Afrique, où de nombreux exemplaires ont été exportés.
La 404 pick-up a été retirée du catalogue français en 1979, mais sa production s'est prolongée jusqu'en 1989 à l'usine de Mombassa (Kenya).

## Caractéristiques

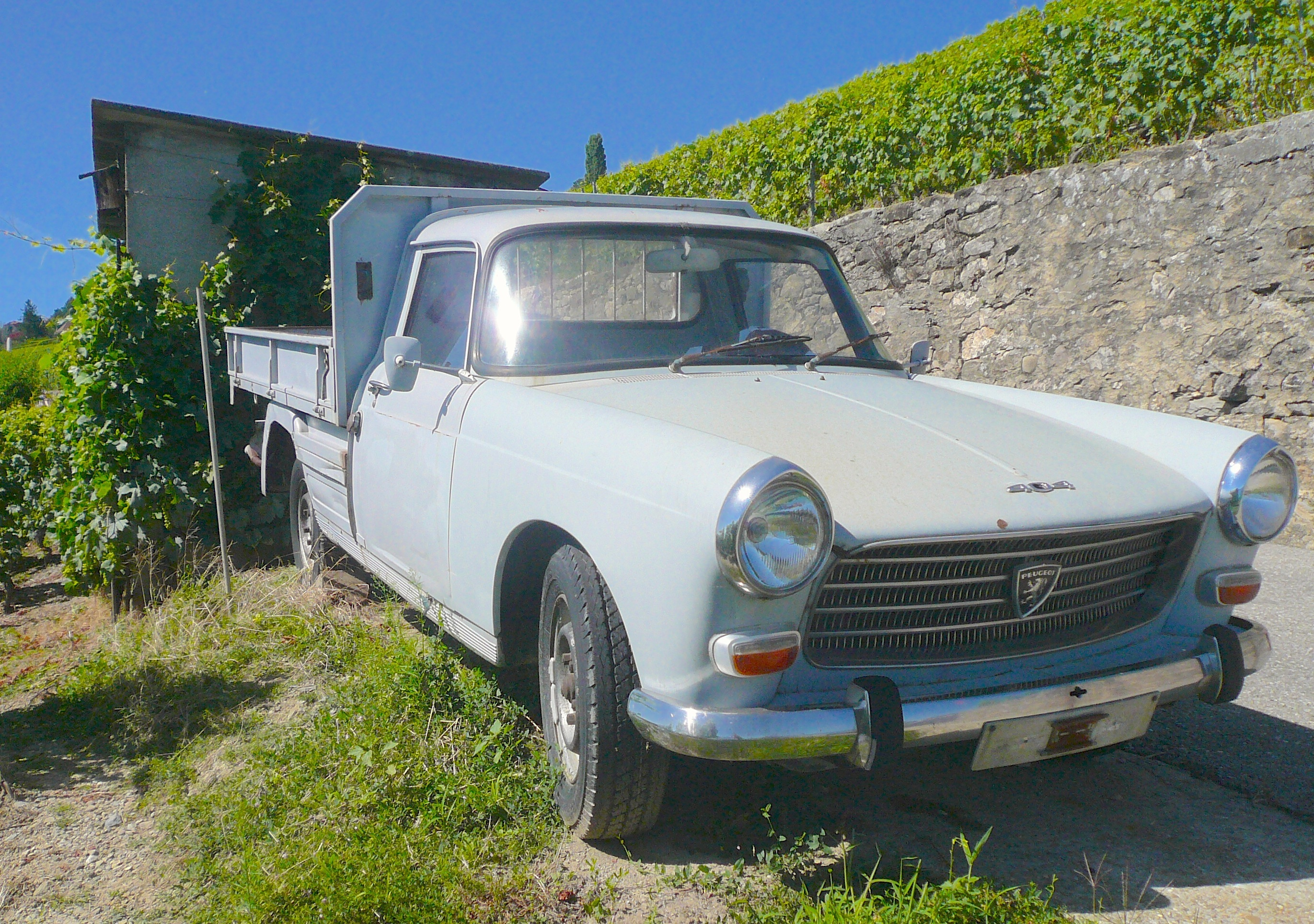
Peugeot 404 pick-up benne en Suisse.

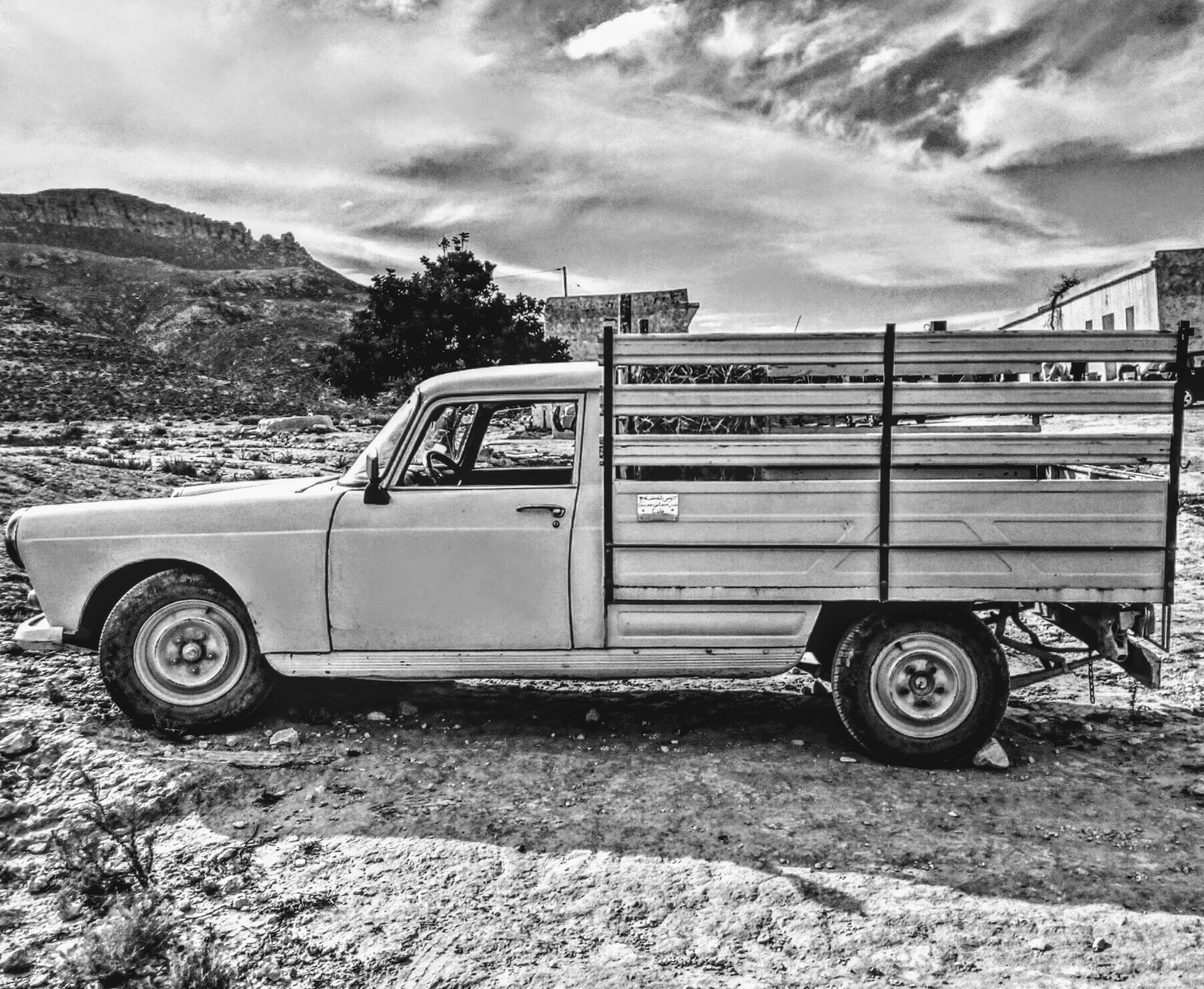
404 Pickup en Tunisie.

Le 404 utilitaire a été équipé de différentes motorisations : carburateur, injection d'essence ou gazole.
Comme ses devanciers, 203 camionnette et 403 camionnette, c'est une propulsion à essieu arrière rigide et levier de vitesses au volant. La suspension avant adopte, pour la première fois, des ressorts hélicoïdaux en lieu et place du traditionnel ressort transversal à lames présent depuis la 201.
Le 404 pick-up intègre la moitié avant de la berline, dessinée par Pininfarina avec ses ailes saillantes et le pare-brise panoramique avec retour sur les côtés. Les vitres latérales sont planes sans déflecteurs.
Comme la berline, le 404 pick-up a été critiqué pour son freinage constitué de quatre économiques tambours assistés dits "thermostables". Ces freins sont efficaces mais d'un entretien délicat. Ils seront finalement remplacés (avec une assistance plus faible) en 1968 seulement, par des freins avant à disques déjà utilisés par la plupart des constructeurs étrangers concurrents. Par contre, la version diesel Indenor n'aura jamais droit aux améliorations de freinage. Non seulement les camionnettes diesel conserveront des freins à tambours non assistés, mais plus étrangement encore, des jantes non ventilées pourtant abandonnées sur les autres versions quelques années auparavant…

## Production[4],[5]

### Lieux de production
- En France : usine Chausson de Gennevilliers et Creil chez Chausson pour les derniers exemplaires CKD de pick-up
- A l'étranger : Berazategui, près de Buenos Aires en Argentine entre 1973 et 1983. Assemblage à partir de pièces détachées (CKD) au Kenya jusqu'en 1989.

### Production par année
En France et petites collections à l'étranger :
| Année | Nombre d’exemplaires |
| 1967  | 11 182               |
| 1968  | 23 222               |
| 1969  | 22 672               |
| 1970  | 27 908               |
| 1971  | 34 784               |
| 1972  | 34 368               |
| 1973  | 40 143               |
| 1974  | 54 630               |
| 1975  | 49 660               |
| 1976  | 61 751               |
| 1977  | 63 281               |
| 1978  | 79 533               |
| 1979  | 63 593               |
| 1980  | 54 718               |
| 1981  | 44 437               |
| 1982  | 32 975               |
| 1983  | 30 841               |
| 1984  | 29 866               |
| 1985  | 20 176               |
| 1986  | 13 693               |
| 1987  | 4 332                |
| 1988  | 1 257                |
| TOTAL | 799 022              |

La somme de la production par année ne correspond pas au total déclaré par Peugeot de 802 023 exemplaires de 404 pick-up.
Les véhicules fabriqués après mars 1979 et jusqu'en 1988 ont tous été destinés à l'exportation.

## Technique
Puissance fiscale en France : 9 CV (moteur à essence) et 8 CV (moteur diesel).
Moteurs :
- type XB5 de 1 468 cm3 (alésage 80 mm course 73 mm),
- type XC7 de  1 618 cm3 (alésage 84 mm course 73 mm), dit super-carré avec culasse en aluminum,
- type XD (ou TMD) de 1 816 cm3 ou de 1 948 cm3 (diesel Indenor)

Transmission : embrayage à disque, et boîte de vitesses type C3 à 4 vitesses avant synchronisées ; puis, à partir du millésime 1968, boîte BA7 (grille dite Européenne).
Suspensions : ressorts hélicoïdaux avec amortisseurs hydrauliques à l'avant (du type Mac Pherson), essieu rigide avec lames longitudinales et amortisseurs hydrauliques à l'arrière.
Tableau récapitulatif :
| Code modèle  | Code moteur  | Type moteur         | Cylindrée (cm3) | Puissance maxi (Ch SAE) | Puissance maxi (Ch DIN) | Couple maxi (N m à tr/min) | Début fabrication | Fin de production |
| ------------ | ------------ | ------------------- | --------------- | ----------------------- | ----------------------- | -------------------------- | ----------------- | ----------------- |
| Pick-up U8   | XB2/XB5      | Essence carburateur | 1 468           | 66 ch à 5 000 tr/min    | 53 ch à 5 000 tr/min    | 112 N m à 2 500 tr/min     | mars 1967         | septembre 1970    |
| Pick-up U8A  | XC7          | Essence carburateur | 1 618           | 73 ch à 5 400 tr/min    | 62 ch à 5 400 tr/min    | 1**,* N m à **** tr/min    | octobre 1970      | septembre 1972    |
| Pick-up U8D  | Indenor XD88 | Diesel              | 1 948           | 68 ch à 4500 tr/min     | 49 ch à 4500 tr/min     | 1**,* N m à **** tr/min    | mars 1967         | juin 1972         |
| Pick-up U10  | XC5          | Essence carburateur | 1 618           | 76 ch à 5 500 tr/min    | 70 ch à 5 500 tr/min    | 130,5 N m à 2 500 tr/min   | mars 1967         | juin 1988         |
| Pick-up U10D | XD88         | Diesel              | 1 948           | 63 ch à 4 000 tr/min    | 57 ch à 4 000 tr/min    | 18,7 N m à 2 250 tr/min    | mars 1967         | juin 1988         |

## Le pick-up 404 en Argentine

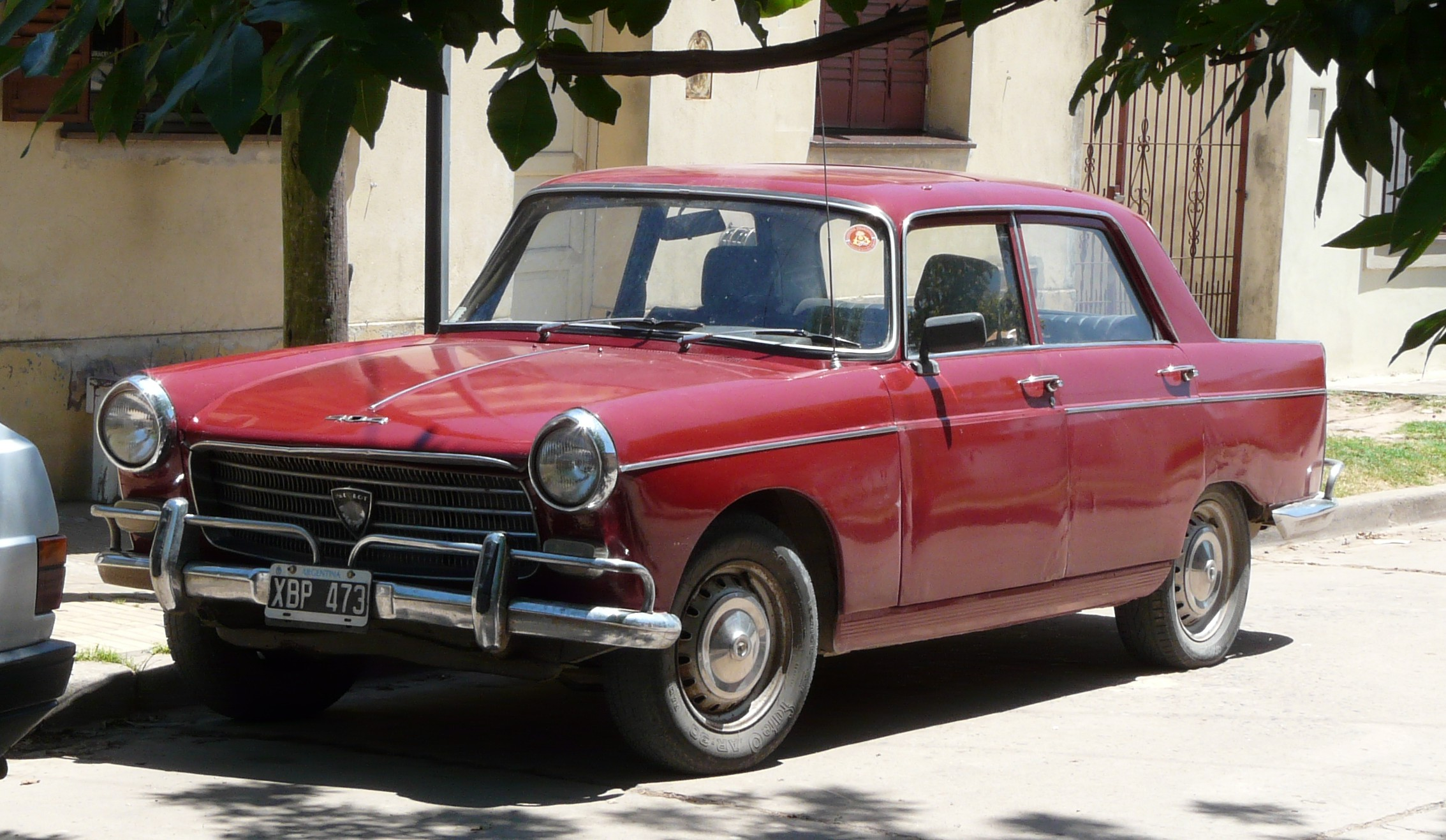
Peugeot berline 404 argentine, reconnaissable à son pare-chocs avec tubes supplémentaires.

La Peugeot 404 a été assemblée localement en CKD sur les chaînes de l'usine de la société I.A.F.A. de Berazategui à partir de 1962. 2 071 exemplaires furent produits cette année-là, ainsi que 6 734 Peugeot 403.
Un an plus tard, la version familiale fait son apparition mais la production est interrompue en septembre 1964 à la suite de malversations dans l'importation des composants français qui conduisent à la dissolution de la société I.A.F.A..
En 1965, la société SAFRAR reprend l'usine et obtient une licence pour la production avec une part importante de production locale et non plus le simple assemblage des modèles Peugeot en CKD. En 1973, le Pick Up T4B est remplacé par une version construite sur la base de la 404. En 1972, la motorisation diesel est proposée avec le modèle 404 D. En Argentine, le moteur essence XC6B de 1.618 cm3 délivre la puissance de 73 ch SAE à 5 400 tr/min avec un taux de compression de 7,6:1 et le moteur diesel Indenor XD 4.88 de 1.946 cm3 délivre une puissance de 45 ch SAE à 3 000 tr/min avec un taux de compression de 22,2:1.
À la suite de problèmes de réglementation juridique, la version pickup est arrêtée en 1978, sa fabrication ne reprenant qu'en 1980, avec un plateau de chargement plus important pour quelques unités uniquement car, avec l'absorption de SAFRAR par Sevel Argentina cette même année, la production de toute la gamme 404 est définitivement arrêtée en Argentine.
Dans les archives de l'ADEFA, le syndicat des constructeurs automobiles argentins, il apparaît que 26 372 exemplaires des modèles TB4, 404 fourgonnette et pick-up auraient été assemblés ou fabriqués localement entre 1962 et 1980.